# San José del Peñasco
San José del Peñasco è un comune del Messico, situato nello stato di Oaxaca.